# Гілюв (Любуське воєводство)
Гілюв (пол. Gilów) — село в Польщі, у гміні Стшельці-Краєнські Стшелецько-Дрезденецького повіту Любуського воєводства.
Населення — 197 осіб (2011).
У 1975-1998 роках село належало до Гожовського воєводства.

## Демографія
Демографічна структура станом на 31 березня 2011 року:
|          | Загалом | Допрацездатний вік | Працездатний вік | Постпрацездатний вік |
| -------- | ------- | ------------------ | ---------------- | -------------------- |
| Чоловіки | 103     | 25                 | 73               | 5                    |
| Жінки    | 94      | 27                 | 56               | 11                   |
| Разом    | 197     | 52                 | 129              | 16                   |